# Asesinato de Luis Donaldo Colosio Murrieta
El asesinato de Luis Donaldo Colosio Murrieta, candidato a la Presidencia de la República por el Partido Revolucionario Institucional (PRI), ocurrió el miércoles 23 de marzo de 1994 a las 17:12 horas, hora del Pacífico, 19:12 horas, hora de la Ciudad de México (00:12 UTC). 
La muerte de Colosio se considera el primer magnicidio cometido en México desde el asesinato de Álvaro Obregón, el 17 de julio de 1928. Por el enrarecido ambiente político en el que sucedió, además de los errores, omisiones y desatinos que se cometieron en el curso de la investigación, el caso generó grandes sospechas e incredulidad entre la población. La opinión popular que prevalece es que se trató de un complot orquestado y dirigido en el seno del propio PRI, ordenado directamente por el entonces presidente de México, Carlos Salinas de Gortari, a través de su jefe de asesores, José María Córdoba Montoya. En el año 2000, el último fiscal del caso, Luis Raúl González Pérez, estableció que no existían evidencias sólidas para señalar a nadie más que Mario Aburto Martínez como único autor intelectual y ejecutor del crimen, y por ello el gobierno mexicano cerró el caso. Sin embargo, la FGR reabrió la investigación en 2022.

## Contexto
Colosio obtuvo la candidatura presidencial bajo el procedimiento informal conocido como «destape», acostumbrado durante los gobiernos priistas en México. En él, aproximadamente un año y medio antes de la fecha de las elecciones, se empezaban a manejar en los medios de comunicación los nombres de quienes podían obtener la nominación del PRI, todos pertenecientes al gabinete del presidente en turno, porque era este quien en realidad designaba directamente al candidato a través del mecanismo conocido como dedazo. Durante casi sesenta años, al tratarse de un sistema prácticamente unipartidista, al «destapado» se le consideraba como el nuevo presidente y la campaña se afrontaba como un trámite. Ello explica parte del gran daño sistémico que este atentado causó al régimen político mexicano: aunque ya en 1988 se había presentado un proceso electoral lo suficientemente competido que incluso se presume fue fraudulento, Colosio era visto como el sucesor de Carlos Salinas.
El «destape» de 1993 cumplió puntualmente con todas las reglas no escritas: el PRI anunció el apoyo de los sectores obrero, campesino y popular a favor de Luis Donaldo Colosio, entonces secretario de Desarrollo Social, el 28 de noviembre de ese año. Aunque se manejaron varios nombres más, se considera que los otros precandidatos «finalistas» fueron Pedro Aspe Armella, secretario de Hacienda (SHCP), y Manuel Camacho Solís, titular del Departamento del Distrito Federal (DDF). En los reacomodos políticos posteriores a la designación, Aspe continuó en la SHCP; Camacho renunció al DDF en represalia por no haber obtenido la nominación, aunque luego aceptó hacerse cargo de la Secretaría de Relaciones Exteriores (SRE), y Zedillo fue nombrado por Colosio coordinador de su campaña electoral, en un movimiento operado por José María Córdoba, que se vio como un intento de Salinas por imponer su proyecto político. Durante varios sexenios, el candidato presidencial priista nombraba como coordinador de campaña a quien sería su sucesor al terminar el sexenio. Esa regla se cumplió con Miguel de la Madrid Hurtado, Carlos Salinas y Luis Donaldo Colosio, quienes nombraron como sus coordinadores a Salinas, Colosio y Ernesto Zedillo, respectivamente. Aunque existen indicios de que la llegada de Zedillo al equipo colosista fue una imposición de Salinas, éste sostiene que fue el propio candidato quien lo solicitó.

### El candidato titubeante
A finales de 1993, arropado por la unidad del priismo, un entorno económico en apariencia favorable con la entrada en vigor del Tratado de Libre Comercio de América del Norte, y la confianza en una imagen al alza entre los electores, Luis Donaldo Colosio y su equipo contaban con muchos buenos augurios para su campaña proselitista. Preveían un esquema de «herradura» con una duración de nueve meses, según el cual durante enero, febrero y marzo de 1994 se centrarían en promover y cerrar alianzas políticas; los momentos «fuertes» se esperaban para después de la Semana Santa, a principios de abril, con una tendencia al alza cuyo clímax se alcanzaría el día de las elecciones, el 21 de agosto.
Toda esta planeación se truncó la madrugada del 1 de enero de 1994, cuando estalló la rebelión armada en la que guerrilleros indígenas del Ejército Zapatista de Liberación Nacional (EZLN) tomaron varias poblaciones del estado de Chiapas, con doce días de combates con efectivos del Ejército Mexicano. Ante un escenario impreciso, con datos contradictorios y aún sin una estrategia clara, el 2 de enero el presidente Salinas le pidió a Colosio que no iniciara su campaña hasta que la guerra estuviera solucionada, y también que evitara hacer proselitismo en esa entidad federativa.
El 10 de enero, en una decisión que sorprendió a toda la clase política, empezando por el propio Colosio, el entonces presidente de la República nombró a Manuel Camacho, el precandidato perdedor durante la búsqueda de la candidatura priista, como comisionado para la paz en Chiapas. Esa decisión, que Salinas asegura fue consensuada con Colosio, fue vista como el inicio del rompimiento entre el presidente y su candidato, ya que se interpretó como un signo inequívoco de apoyo a las aspiraciones presidenciales del ex regente del D. F.. Ese mismo día, en Huejutla, en la región Huasteca del estado de Hidalgo, contrariando la petición presidencial, Colosio arrancó su campaña casi inadvertidamente, en un mitin con pocos asistentes que duró poco más de 20 minutos.
Durante las semanas siguientes, con toda la atención mediática centrada en las negociaciones con los zapatistas en San Cristóbal de las Casas, Colosio realizó su campaña de manera fría y vacilante. En ese entorno, en el que ex regente del Distrito Federal había renovado su relevancia política, a finales de febrero y principios de marzo, comenzó a correr la versión de que Colosio renunciaría a la candidatura del PRI para dejar el sitio a Manuel Camacho Solís. La tensión aumentó a grado tal que el propio Carlos Salinas se vio forzado a declarar, en una reunión con priistas, la famosa frase «No se hagan bolas, el candidato es Luis Donaldo», que exacerbó la tensión en lugar de atenuarla. En esos meses, el presidente y el candidato priista se habían distanciado: pese a ser colaboradores cercanos y amigos personales, durante 1994 se reunieron una sola vez, el 27 de enero. En medio de ese ambiente adverso, con señales de que había perdido el favor presidencial, Colosio vio una oportunidad para levantar su campaña en el acto por el 65 aniversario del PRI.

### El discurso del 6 de marzo
Colosio y su equipo decidieron relanzar la campaña en la ceremonia del 6 de marzo, en un evento de masas en el Monumento a la Revolución. Numerosos analistas políticos afirman, que el discurso que leyó ese domingo significó un punto de ruptura de Colosio con Salinas de Gortari, como una suerte de separación padre-hijo; los más suspicaces, que fue su sentencia de muerte.
Con un componente emotivo inspirado en el «Yo tengo un sueño» de Martin Luther King, ideológicamente el discurso no se alejó de las tesis del liberalismo social esgrimidas por el salinismo desde 1988, enfatizando valores como democracia, reforma política, nuevo federalismo y soberanía. Lo políticamente significativo fue que propuso un distanciamiento del PRI con el gobierno, estableciendo límites constitucionales al presidencialismo dándole más facultades al Congreso de la Unión, lo que significaba una reforma profunda al sistema político e implícitamente criticaba y representaba un rompimiento de Colosio con el régimen que lo había encumbrado.
Aunque es creencia popular que ese discurso le costó la vida, en el pasado, Colosio ya había criticado al presidencialismo. En 1990, cuando era dirigente nacional del PRI, durante un evento multitudinario realizado en el Palacio de los Deportes de la Ciudad de México, llamó a "poner punto final a la perversión política de las decisiones cupulares y centralizadas, la imposición y la antidemocracia". En el marco de la 14 Asamblea Nacional de PRI, expresó su deseo de «transformar nuestro partido para que prevalezcan los métodos democráticos, se desechen el autoritarismo, la política burocrática, los dogmatismos y la arbitrariedad».

### ¿Por qué Lomas Taurinas?
Uno de los puntos que levantó sospecha en torno al caso fue la elección de la colonia Lomas Taurinas como sede del mitin, ya que se trataba de un lugar que no contaba con las condiciones mínimas de seguridad para los asistentes ni para el candidato, y presentaba múltiples problemas de logística; todo ello se pasó por alto. 
A principios de marzo de 1994, el equipo de campaña decidió que se realizaría una visita a Tijuana, que incluiría un «diálogo» con colonos de zonas populares. Para la sede del acto político se descartaron zonas conocidas como El Terrenazo y El Florido, así como el hipódromo, la plaza de toros, la explanada del PRI local, el ejido Mariano Matamoros y un deportivo, porque no se quería realizar un evento de gran magnitud que ocasionara problemas viales. El 17 de marzo, Guillermo Hopkins, subcoordinador de logística de la campaña, decidió que el mitin se realizaría en Lomas Taurinas, a sugerencia de Jaime Martínez Veloz, entonces subdelegado de la Sedesol en la Zona Costa de Baja California. En el expediente de la investigación se consigna que se eligió Lomas Taurinas porque «era una colonia beneficiaria de Sedesol, eminentemente priista, representativa de las características urbanas de Tijuana, con bajas condiciones socioeconómicas, por tener un escenario natural y de fácil acceso, era representativa de los problemas de la mayoría de colonias tijuanenses, había sido visitada por otros candidatos del PRI y es cercana al aeropuerto».
Lomas Taurinas se ubica en una barranca cerca de la línea internacional con Estados Unidos, a espaldas del aeropuerto. Está rodeada por otras colonias populares. En 1994 la habitaban alrededor de 20 mil familias que carecían de agua potable, drenaje y calles pavimentadas. La zona donde se realizó el mitin era un parque terregoso en la confluencia de las calles La Punta, Torrecillas, López Mateos y Mariano Arista. En el flanco sur, en donde desemboca la calle Mimiahuapan, corría un pequeño río de aguas negras llamado Canal de Pastejé. Para llegar a la explanada había un puente de madera, sin barandal, de 2.80 metros de ancho y siete metros de longitud.
El PRI local, que organizó el acto, decidió utilizar la parte trasera de una pick up como templete, ya que se trataba de un acto «informal». El vehículo fue estacionado en la parte más alta de la plaza, en el lado norte, en la esquina de Torrecillas y López Mateos.

## Cronología
| Cronología Día miércoles, 23 de marzo de 1994 (todos los horarios son en UTC -8) - 16:00 - Luis Donaldo Colosio llega al aeropuerto de Tijuana procedente de La Paz, Baja California Sur. - 16:30 - El candidato y su comitiva arriban a la colonia Lomas Taurinas. - 16:35 - Inicia el acto político con colonos de la ciudad. - 17:08 - Concluye el acto político. - 17:09 - Colosio baja del templete instalado sobre una camioneta donde ofreció un discurso y comienza a caminar lentamente entre una multitud hacia su camioneta.(**) - 17:12 - Habiendo caminado unos metros, el candidato recibe dos disparos de arma de fuego, uno en la cabeza y otro en el abdomen, de Mario Aburto Martínez, quien es aprehendido en el sitio.(**) - 17:20 - Colosio ingresa al área de Urgencias del Hospital General de Tijuana. De inmediato se le lleva a quirófano. - 18:55 - Sufre un paro cardiorrespiratorio irreversible. Se le practican labores de reanimación. - 19:45 - Los médicos lo declaran muerto. - 20:47 - Liébano Sáenz, vocero de la campaña colosista, anuncia su fallecimiento. - 21:30 - Inicia la necropsia al cadáver. ** Información obtenida con base en un vídeo publicado por la Procuraduría General de la República, el 6 de diciembre de 2018. |

## Hechos

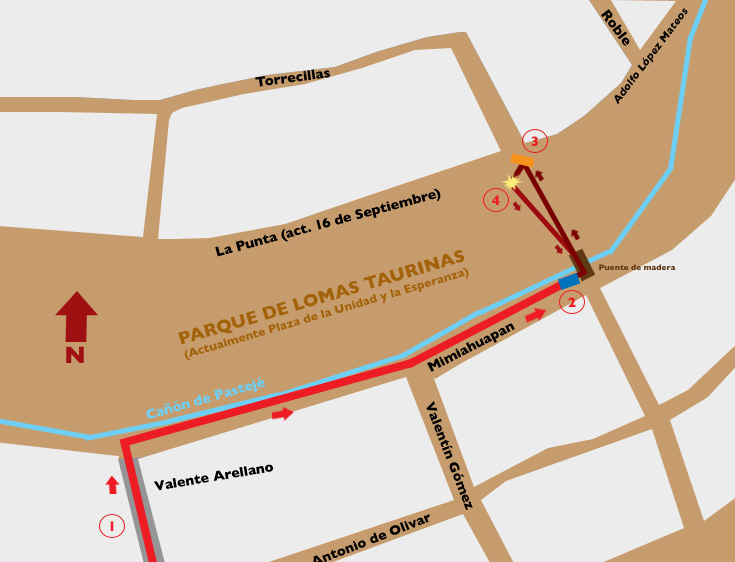
La ruta de Colosio en Lomas Taurinas:
1. La comitiva del candidato llega a las 16:35 al mitin a través de las calles Valente Arellano y Mimiahuapan.
2. Colosio desciende de la camioneta Blazer, que lo trae del aeropuerto de Tijuana, y cruza a pie el puente de madera rodeado por la multitud.
3. Tras otros cinco oradores, el político da un discurso desde un templete improvisado en la parte trasera de una camioneta pick up.
4. A las 17:12, tras caminar unos 13 metros hacia el flanco izquierdo del templete, recibe dos disparos, en la cabeza y en el abdomen. Sus guardaespaldas lo llevan en vilo hacia la camioneta Blazer, para trasladarlo al Hospital General de Tijuana.

### El mitin
En la investigación se consignan tres itinerarios para el candidato priista para el 23 de marzo de 1994; el que finalmente se aplicó, marcaba que llegaría a Tijuana a las tres de la tarde, para una visita de dos días; estaría en Lomas Taurinas media hora después para un diálogo con los colonos; a las 18:30 llegaría al Club Campestre para un diálogo con maestros, y a las 21:00 cenaría con representantes de la sociedad civil. Dormiría en esa ciudad.
Procedente de La Paz, Baja California Sur, Colosio arribó en un avión privado al Aeropuerto Internacional de Tijuana a las cuatro de la tarde, una hora más tarde de lo programado. Ahí lo esperaban entre mil 500 y 2 mil personas, mientras que en Lomas Taurinas ya se encontraban entre 3 mil 500 y 4 mil, casi el doble de lo que estimaron los miembros de logística y seguridad. La mayoría de los asistentes eran integrantes de comités del Programa Nacional de Solidaridad, agrupaciones políticas y grupos populares del PRI. Su esposa, Diana Laura Riojas, llegó al mismo sitio una hora después.
En Lomas Taurinas, antes de la llegada de Colosio, varios jóvenes extendieron una manta en la que se leía «En Baja California decimos basta, no más engaños, no más PRI-Gobierno», y al reverso decía «Ojo (Manuel) Camacho y Subcomandante Marcos te vigilan». Sus portadores -identificados después como estudiantes del Tecnológico de Tijuana- la retiraron sin mayores incidentes, a petición de algunos priistas.
El candidato arribó en una camioneta Blazer por la calle Valente Arellano, a las 16:35 de la tarde. El vehículo se detuvo en el lado sur de la hondonada. El candidato descendió entre vítores de los asistentes al mitin, y caminó con dificultad entre el polvo y las piedras, para cruzar el puente de madera y llegar al templete improvisado. Su primer círculo de guardaespaldas, formado por integrantes en activo y retirados del Estado Mayor Presidencial, avanzaba en torno suyo, en medio de los empellones.
Fragmento del discurso de Colosio:

Un gobierno responsable es aquel que sirve a todos sin distingo de partidos políticos. Un gobierno responsable es el que está cerca de la gente. Un gobierno responsable es que el escucha y el que atiende el reclamo popular. Ese es el gobierno responsable que los priistas queremos encabezar. Por eso quiero ser presidente de México. Aquí en Tijuana, como en Baja California, ¡vamos a ganar!... Vamos a ganar porque sabemos lo que es la competencia política... ¡lo que sí rechazamos es la incompetencia política!

En total, el acto duró unos 35 minutos.

### El atentado
A las 17:09 horas, Colosio terminó su discurso y se dirigió con su comitiva de regreso a la camioneta Blazer, que lo conduciría al Club Campestre de Tijuana. El orador pidió por el micrófono a los asistentes que lo despidieran. Como fondo sonaba fuerte la canción «La culebra» de la Banda Machos. Los integrantes del grupo Orden, Vallas y Porras (o Grupo Omega, formado por expolicías, cuya función era crear un segundo anillo de seguridad en torno a Colosio, luego de su escolta personal) de inmediato trataron de formar barreras para darle paso por el costado izquierdo del templete, pero no lo lograron porque la multitud de mujeres, niños, hombres y jóvenes se arremolinó en torno a él para saludarlo y entregarle peticiones, lo que lo forzó a caminar, con mucha dificultad, hacia el costado derecho. El cuerpo de seguridad quedó rebasado por la aglomeración y el apretujamiento. Frente al candidato caminaban el coronel Federico Reynaldos del Pozo y el mayor Germán Castillo, mientras que detrás de él venía el general Domiro García Reyes. En el flanco izquierdo iba el expolicía Fernando de la Sota, líder del Grupo Omega, y en el derecho el teniente Miguel Cimbrón. A las 17:12 de la tarde, cuando Colosio había recorrido aproximadamente trece metros y medio en la explanada, uno de los asistentes al mitin logró penetrar el débil cerco de seguridad, puso un revólver Taurus calibre .38 cerca de su oído derecho y disparó. Inmediatamente el agresor hizo otro disparo que alcanzó al político en el abdomen, quien se desplomó inconsciente, sangrando profusamente de la cabeza. En medio de la confusión, los guardaespaldas capturaron a un hombre de unos 25 años, de complexión delgada, tez morena y pelo rizado, vestido con pantalón de mezclilla y una chamarra negra.
Elementos de seguridad levantaron a Colosio y lo llevaron en vilo hacia la camioneta Blazer estacionada a un lado del puente de madera, pese a que en el lugar había dos ambulancias; incluso en una de ellas estaba la entonces directora del Hospital General de Tijuana, Rosalinda Guerra. No habían recorrido más de 500 metros cuando los alcanzó otra ambulancia del Grupo de Rescate Delta. Domiro García Reyes ordenó que se detuvieran para cambiar de vehículo.
Mientras, otros guardaespaldas rodeaban al detenido, identificado como Mario Aburto Martínez, para protegerlo de los enfurecidos asistentes al mitin, que trataban de lincharlo. Inmovilizado, el agresor gritaba «fue el ruco, fue el ruco», refiriéndose a Vicente Mayoral, uno de los integrantes del grupo de seguridad, quien también fue detenido y presentado.

### Declaratoria de muerte
Menos de diez minutos después del atentado, la ambulancia arribó al Hospital General de Tijuana, ubicado a poco más de cinco kilómetros de Lomas Taurinas. A las 17:20 el candidato ingresó inconsciente al área de urgencias, en paro respiratorio pero con pulso. De inmediato lo transfirieron a quirófano, donde lo atendieron dos equipos de cirujanos simultáneamente: uno le realizó una craneotomía para la herida en la cabeza, con entrada en la región temporal derecha y salida en la región parietal izquierda; y el otro una laparotomía exploradora en la zona superior izquierda del abdomen. Se «realizaron diversas maniobras encaminadas a tratar de salvar la vida del paciente, pero médica y clínicamente era (imposible) por la gravedad de la lesión en la cabeza, no así la lesión que presentaba en el abdomen, ya que no hubo lesión en algún órgano interno, ya (que) nunca atravesó el peritoneo parietal, siendo una lesión en sedal, y sin poder precisar el tiempo y a consecuencia de la gravedad no obstante, a pesar de todos los esfuerzos humanos y médicos que se realizaron, falleció el licenciado Colosio».
Aproximadamente a las 18:55, Colosio sufrió un paro cardiocirculatorio irreversible. Durante los siguientes 50 minutos los médicos realizaron labores de resucitación, sin resultado. Lo declararon muerto a las 19:45 horas, tiempo del Pacífico. Aunque llegó prácticamente muerto al hospital, la incógnita sobre su condición se mantuvo durante más de tres horas. Los políticos locales Amador Rodríguez Lozano (candidato del PRI a senador por Baja California) y César Moreno (presidente del Comité Directivo Estatal del PRI) informaron que la operación de abdomen había sido exitosa. A las 19:50, la directora del hospital, Rosalinda Guerra, declaró que esperarían a que concluyera la cirugía craneal, hacia las 20:20, para brindar alguna información, aunque para ese momento el candidato ya había expirado. Afuera del hospital -donde más de 600 personas esperaban noticias- y en general en todo el país se vivía un clima de tensión, dado que un crimen político de esa magnitud no se había visto en generaciones. Las cadenas de televisión y radio interrumpieron sus programaciones y se enlazaron con sus corresponsales y enviados en Tijuana. El hermetismo dio paso a especulaciones: se discutió si Colosio podría continuar como candidato, si quedaría en estado vegetativo o si sería trasladado a San Diego para recibir atención médica especializada.
En el hospital, hubo fricciones entre los reporteros y policías judiciales y antimotines, debido a que a una unidad de la empresa Televisa se le permitió entrar al área de quirófanos, marginando a los otros medios de comunicación. A las ocho de la noche empezó a circular el rumor del deceso. Finalmente a las 8:47 de la noche, una hora y 12 minutos después de la declaratoria de muerte de parte de los médicos, Liébano Sáenz, secretario de Información y Propaganda de la campaña, en un evidente estado de sorpresa e incredulidad, anunció el fallecimiento en el vestíbulo del hospital, rodeado por decenas de reporteros y camarógrafos. Momentos antes, Jacobo Zabludovsky ya había dado en televisión nacional la primera versión extraoficial de la muerte del candidato durante un enlace telefónico con la periodista Talina Fernández.
El presidente Carlos Salinas emitió dos declaraciones: una a las 19:05, hora de México, y otra dos horas después. En la primera dijo que había enviado a su médico personal y a un «especialista» para auxiliar a los médicos que trataban al candidato, así como al procurador general de la República, para «coadyuvar en la investigación». En el segundo comunicado, confirmado el fallecimiento, se comprometió a aplicar la ley con rigor y esclarecer el crimen a plenitud.

### Las horas de la confusión
Inmediatamente después del atentado, los guardaespaldas subieron a Mario Aburto a una camioneta Suburban negra, que empezó a avanzar entre el tumulto. Cuando el vehículo logró salir de Lomas Taurinas, fue detenido por elementos del Grupo Táctico Especial de la policía de Tijuana, quienes pidieron a gritos a los militares que se acreditaran. El coronel Reynaldos, quien iba al volante, les mostró su identificación y con eso pudieron seguir su camino.
Herido en la cabeza, cubierto de sangre, con la camisa abierta y esposado, Aburto fue conducido a la delegación de la PGR en Baja California, cuyo responsable era José Arturo Ochoa Palacios. Apenas llegó fue interrogado por primera vez. Aunque el encargado formal debía ser Raúl Loza Parra, subdelegado de la Policía Judicial Federal, intervinieron en total unas quince personas, entre miembros del Estado Mayor, policías judiciales y agentes del Ministerio Público, por lo que las preguntas se realizaron de manera desordenada y «sin orientación criminalística», a decir de la Subprocuraduría especial.
Aunque la Subprocuraduría especial concluyó que en Lomas Taurinas solo se utilizó un arma para agredir a Colosio, reconoció que surgieron dudas debido a que los miembros del EMP no la entregaron inmediatamente, sino que la conservaron por unas horas, como también hicieron con la bala encontrada en el sitio. El desorden en el primer interrogatorio se debió sobre todo a que los militares prácticamente «tomaron» la sede de la PGR en Tijuana. Refiere Loza Parra: «Al llegar con los detenidos, el cuerpo de seguridad del candidato no nos lo entregó inmediatamente, ni a mí ni a la guardia de agentes. Hicieron suyas las oficinas. Y como yo sabía que eran del Estado Mayor, les presté auxilio». Veinte minutos después de Aburto, elementos del Grupo Omega llegaron con Vicente Mayoral. Durante esas primeras horas, el detenido evadió las preguntas y mantuvo un mutismo casi absoluto. Semanas después, ya en el penal de Almoloya, dijo que no recordaba nada lo que dijo esa tarde y noche porque le habían dado de beber alguna «sustancia extraña» o por un golpe que recibió en la cabeza.
La primera declaración ministerial de Aburto se registró a las 19:30 del 23 de marzo. En ella estuvieron presentes José Luis Pérez Canchola, entonces procurador estatal de los Derechos Humanos (y candidato a senador por el PRD), así como Xavier Alfonso Carbajal, presidente del Colegio de Abogados Emilio Rabasa, como su representante legal. Cabe destacar que Loza Parra grabó todo lo que se dijo durante las horas que duraron el interrogatorio y la declaración. Sin embargo, el acta del Ministerio Público constó solo de tres cuartillas y media.
En el curso de las horas siguientes también hablaron con él los subprocuradores Alfonso Cabrera Morales y René González de la Vega, así como los entonces procurador general de la República, Diego Valadés Ríos, y gobernador de Sonora, Manlio Fabio Beltrones, quien se ostentó como «enviado presidencial».
Acusado de los delitos de homicidio calificado y portación ilegal de arma de fuego, Aburto fue trasladado vía aérea a la Ciudad de México la mañana del 24 de marzo, y de ahí al Centro Federal de Readaptación Social Número 1, en Almoloya de Juárez, Estado de México.

### Exequias
La autopsia al cadáver de Colosio comenzó hacia las 9:30 de la noche y duró unas dos horas. Se estableció que la causa determinante de muerte fue una «herida por proyectil de arma de fuego, perforante de cráneo». Hacia las 23:00 horas se emitió el parte médico. A las 3:10 del 24 de marzo se hizo la identificación oficial del cadáver ante una agente del Ministerio Público Federal y se elaboró el acta de defunción. El testigo fue el médico militar Álvaro García Taxilaga, de la Coordinación de Logística del PRI, quien de inmediato solicitó que se le entregara para trasladarlo a la Ciudad de México.
El cuerpo arribó a las 8:05 del 24 de marzo a bordo del avión presidencial TP-03 Emiliano Zapata, al Aeropuerto Internacional de la Ciudad de México. Lo trasladaron a la sede del Comité Ejecutivo Nacional del PRI, donde se montó una capilla ardiente en el auditorio Plutarco Elías Calles. En la explanada contigua se reunieron aproximadamente 3 mil militantes, que gritaban «Justicia, justicia», «Colosio sí, Camacho no», «¿Quién fue, quién fue?» y «Que no se archive, que vuelen cabezas». A las 8:45 de la mañana llegó el presidente Salinas acompañado por todo su gabinete y dirigentes priistas encabezados por Fernando Ortiz Arana, para realizar la primera guardia ante el féretro. Al auditorio asistieron también los líderes nacionales del PAN, Carlos Castillo Peraza, y del PRD, Porfirio Muñoz Ledo; también los expresidentes de la República Luis Echeverría Álvarez, José López Portillo y Miguel de la Madrid, el priista Francisco Labastida, así como la premio Nobel de la Paz 1992, Rigoberta Menchú Tum.
Al mediodía, el ataúd fue llevado a la agencia funeraria Gayosso, donde se congregó la familia y las amistades más cercanas de la familia Colosio. También asistieron para dar el pésame los candidatos presidenciales Cuauhtémoc Cárdenas Solórzano y Diego Fernández de Cevallos. Llegó el comisionado para la paz Manuel Camacho, quien fue abucheado por simpatizantes colosistas.
La mañana del 25 de marzo el féretro con el cuerpo de Colosio llegó en avión a Nogales, Sonora, desde donde se le trasladó por vía terrestre al pueblo de Magdalena de Kino, su lugar de origen, donde fue recibido por los pobladores y llevado al cementerio local. En el sepelio, al que asistió toda la familia Colosio e incluyó una misa multitudinaria oficiada por el arzobispo de Hermosillo, Carlos Quintero Arce, Diana Laura Riojas leyó un discurso en el que dijo:

Las balas del odio, del rencor y de la cobardía interrumpieron la vida de Luis Donaldo... Él quería un México más justo. Le ofendía y le lastimaba la pobreza. Creía que los abismos de desigualdad dividen a la nación... Él creyó que tenía las respuestas para esta nación con hambre y sed de justicia... Por eso él quería ser presidente de México... Luis Donaldo quería un futuro de paz y concordia. Quería un solo México. Sin divisiones, sin violencia, sin rencores entre hermanos.

Más tarde, cerca de las cinco y media de la tarde, el presidente Salinas llegó al cementerio, donde dejó una ofrenda floral. Luego se dirigió al domicilio de Luis Colosio Fernández y Ofelia Murrieta, padres del candidato fallecido, para dar sus condolencias.

### Zedillo, candidato sustituto
Mientras el cuerpo de Colosio era velado en la Ciudad de México, los priistas literalmente se enfrascaron en una muy poco disimulada lucha por la candidatura vacante. Durante los primeros días, el relevo natural dentro de la lógica sucesoria de Carlos Salinas era Pedro Aspe, quien enfrentaba como limitante la fracción VI del artículo 82 de la Constitución Política de los Estados Unidos Mexicanos, en la que se estipula que quien aspirara a ser presidente no debía ocupar ningún cargo público seis meses antes de la elección, que ese año se realizaría el 21 de agosto. El presidente agotó todas las posibilidades legales, incluso sondeó la posibilidad de reformar el texto constitucional. Ante la oposición generada, incluso dentro del mismo PRI, así como la falta del apoyo del PAN, desistió. Por ello, además de Aspe quedaron fuera otros funcionarios como Emilio Lozoya, secretario de Energía, y Emilio Gamboa Patrón, titular de Comunicaciones y Transportes. También se mencionó la posibilidad de posponer los comicios, pero finalmente se descartó.
Dentro del PRI se formaron varias facciones: una de ellas, de gobernadores, pedía como candidato a Fernando Gutiérrez Barrios, exsecretario de Gobernación y hombre ligado con la aparato de policía política mexicana durante décadas. Otra agrupaba a exmandatarios estatales y ex legisladores —los llamados dinosaurios—, quienes se manifestaron a favor de Ortiz Arana. Otra, operada directamente por el hermano del entonces presidente, Raúl Salinas de Gortari, buscó que la nominación recayera en Beltrones. Una más, encabezada por el jefe de asesores presidenciales José María Córdoba, y apoyada por los sectores obrero y popular del PRI, pugnaba en favor de Aspe, y en caso de no lograr la reforma constitucional, de Ernesto Zedillo, más porque respondía, ideológica y políticamente, al proyecto transexenal salinista que por su desempeño como secretario de Estado, donde mantuvo un perfil bajo. Tampoco destacó como coordinador de la campaña presidencial: fue un secreto a voces que nunca fue bien recibido por el resto del equipo, y que por sus frecuentes errores, Colosio estaba a punto de destituirlo del cargo cuando ocurrió el atentado.
Finalmente, la mañana del 28 de marzo Ortiz Arana anunció que no contendería por la nominación. Por la tarde, Salinas convocó a los gobernadores priistas y a los líderes del partido en la residencia oficial de Los Pinos. Apoyándose en un video tomado en noviembre de 1993 en el que, con palabras elogiosas, Colosio designa a Zedillo como su coordinador de campaña, Manlio Fabio Beltrones —se dice que a instancias de Salinas— sugirió a los asistentes que el exsecretario de Educación como el candidato idóneo. El presidente lo secundó. A esa reunión se le conoció como el videodedazo. Al día siguiente se anunció el segundo «destape».

## Investigaciones oficiales

### Los primeros momentos
Muchas de las sospechas en el caso Colosio se generaron durante las horas y días inmediatos, debido a que las primeras investigaciones se realizaron en medio de un ambiente caótico en el que se ignoraron los protocolos mínimos de criminalística y se duplicaron funciones entre autoridades, todo lo cual se vio agravado por la presión política y mediática para hallar a los responsables del crimen. La tarde y noche del 23 de marzo, cuando la atención estaba centrada en la salud del candidato, la delegación de la PGR en Baja California fue completamente rebasada, lo que provocó la intervención atropellada de varias autoridades sin un hilo conductor. Así, mientras el Estado Mayor capturó y consignó al agresor, además de hallar el arma y una bala en la escena del crimen, por su cuenta, la policía municipal aseguró y revisó las pertenencias del agresor, mientras que policías judiciales estatales detuvieron a Jorge Antonio Sánchez Ortega como sospechoso, pero fue el subdelegado Raúl Loza quien «encabezó» el anárquico primer interrogatorio de Aburto.
Durante esas primeras horas, se cometieron errores tan elementales como no preservar la escena del crimen, donde los peritos ministeriales y periciales reconstruyeron los hechos sin seguir un protocolo; la necropsia se realizó ante demasiadas personas, entre médicos y miembros del EMP, con una deficiente descripción del cadáver y sin establecer el plano de sustentación que permitiría determinar la trayectoria de los disparos. Además, por un descuido los peritos «lavaron» la ojiva hallada en Lomas Taurinas. Las teorías conspirativas aseguran que todas estas pifias fueron intencionales, con el fin de obstaculizar el esclarecimiento del caso.
El procurador Valadés Ríos llegó a Tijuana pocas horas después del crimen, y estuvo a cargo de las indagatorias durante solo cuatro días. La mañana del 24 de marzo, confirmó la identidad de Mario Aburto como el autor de los dos disparos contra Colosio, y después estableció la existencia de cómplices al acusar a Tranquilino Sánchez Venegas de haber abierto el paso al asesino. También dictaminó la posición víctima-victimario. En su primer informe, dijo:

De los múltiples datos aportados por los testigos oculares y de los elementos periciales obtenidos, quedó confirmado que Mario Aburto Martínez fue quien privó de la vida al licenciado Luis Donaldo Colosio... realizó dos disparos, uno directamente en la cabeza y otro en la región abdominal. El primero, mortal por necesidad. Ambos, con entrada y salida del proyectil.

En la investigación de este crimen el gobierno federal ejerció la facultad de «atracción» a favor de la PGR, aunque por ley correspondía en primera instancia al gobierno local al tratarse de un delito del fuero común. Sin una justificación legal convincente, el objetivo real fue dejar fuera a los gobiernos de Baja California y Tijuana, que presidían los panistas Ernesto Ruffo Appel y Héctor Osuna Jaime, respectivamente. Este «marginación» inició incluso antes: el 21 de marzo, integrantes del grupo de seguridad para el mitin, por órdenes expresas del líder del PRI en Tijuana, Antonio Cano Jiménez, se entrevistaron con el director de Seguridad Pública municipal, Federico Benítez López, pidiéndole que ningún policía local estuviera presente en el mitin, excepto cuatro motociclistas para despejar la calle de acceso. El funcionario aceptó, pero envió unilateralmente a elementos del Grupo Táctico Especial al parque Reforma, cercano a Lomas Taurinas. Después, a las autoridades estatales y locales se les impidió participar tanto en el interrogatorio a Aburto como en la autopsia al cadáver de Colosio, aunque por ley estaban obligadas a estar presentes.

### Miguel Montes da marcha atrás
Durante las exequias, el presidente decidió crear una subprocuraduría especial en la PGR para el caso. Le pidió a Diana Laura Riojas su opinión sobre Santiago Oñate Laborde, entonces encargado de asuntos internacionales de la campaña, además de amigo tanto de Colosio como del propio presidente, para dirigirla. La viuda objetó dicha cercanía y su escasa experiencia en investigaciones criminales, y a su vez propuso al destacado jurista y docente Miguel Montes García, ministro de la Suprema Corte de Justicia de la Nación. El 26 de marzo se publicó en el Diario Oficial de la Federación el decreto de creación.
Montes García estuvo a cargo del caso a partir del lunes 28 de marzo de 1994. A su equipo, dirigido por Emilio Islas Rangel, entonces director de la Interpol México, les llevó menos de una semana plantearse la teoría de la «acción concertada» para matar a Colosio, mediante el análisis de los videos disponibles. En esos días, agentes de la PGR detuvieron a 44 integrantes del Grupo Tucán (acrónimo de la frase «Todos Unidos contra Acción Nacional», «una suerte de club social de agentes judiciales retirados o desempleados que se ofrecieron generosamente a participar en la vigilancia del mitin»), y los presentaron ante el Ministerio Público. Veinte de ellos reconocieron haber estado en Lomas Taurinas; tres -Vicente y Rodolfo Mayoral, y Rodolfo Rivapalacio- fueron enviados en avión a la Ciudad de México, y de ahí al penal de máxima seguridad de Almoloya, a donde ingresaron el viernes 1 de abril. 
Un día antes, el fiscal se reunió con Carlos Salinas en la residencia oficial de Los Pinos para mostrarle el análisis del video en el que se advierte un complot para asesinar a Colosio, en el que asegura participaron al menos siete personas en formación «diamante», ubicando en la operación, entre otros, a Tranquilino Sánchez y a dos jóvenes a quienes en principio identifican como El Lentes y El Clavadista. El presidente autorizó la difusión de los resultados. El lunes 4 de abril, Montes informó a los medios de comunicación que la agresión al candidato del PRI fue producto de una «acción concertada» en la que tomaron parte, además de Aburto y Tranquilino Sánchez, Rivapalacio, los Mayoral y otros integrantes del Grupo Tucán. Calificó la tesis del asesino solitario como insostenible. Además, reconoció que la bala hallada pudo ser «sembrada».
La línea de investigación empezó a cambiar cuando se hicieron exámenes de personalidad a Aburto y se analizaron sus cuadernos (el famoso «libro de actas»), que empezaron a conformar el perfil de un único autor intelectual y material. Además, sin nueva evidencia contra los inculpados, comenzó a tomar fuerza la tesis del «asesino solitario». Así, el 14 de julio, apenas tres meses y medio después de que anunciara con total seguridad, en todos los medios de comunicación, que a Colosio le habían tendido una emboscada, Miguel Montes apareció de nuevo diciendo exactamente lo contrario: al no hallarse nuevos elementos de prueba a favor de la acción concertada, consideró agotada la investigación, por lo que afirmó que Mario Aburto fue el único planificador y autor del homicidio, y atribuyó sus acciones a una motivación política. Además, sostuvo que luego de recibir el impacto en la cabeza, Colosio giró 90 grados sobre su eje en dirección contraria a las manecillas del reloj, lo que le permitió a Aburto hacer el segundo disparo. Desacreditado, en medio de críticas y una incredulidad generalizada, el jurista ese mismo día presentó su renuncia a la Subprocuraduría.
El 1 de junio de 1994, Montes informó los resultados de la investigación a Diana Laura Riojas, quien no los aceptó. La viuda calificó la tesis del asesino solitario como «poco convincente».

### La gestión gris
La jurista y académica Olga Islas de González Mariscal, entonces subprocuradora de Averiguaciones Previas de la Procuraduría General de Justicia del Distrito Federal, fue puesta a cargo del caso el 18 de julio de 1994. Inició con 31 líneas de investigación, que se centraron en reconstruir los hechos inmediatamente posteriores al asesinato y remarcar las omisiones de sus predecesores. Sin asumir una postura específica sobre el autor solitario o la acción concertada, su conclusión más importante fue establecer que Aburto fue interrogado fuera de la delegación de la PGR en Tijuana antes de su traslado a la Ciudad de México, y confirmó la presencia de un personaje no identificado que viajó en el avión con el asesino y sus custodios. Dejó abiertas catorce líneas de investigación. Durante su gestión, Aburto fue sentenciado en primera instancia a 42 años de prisión.

### Chapa y el segundo tirador
Con la llegada a la Presidencia de Ernesto Zedillo y el nombramiento del panista Antonio Lozano Gracia al frente de la PGR, Pablo Chapa Bezanilla asumió el caso el 16 de diciembre de 1994. A la subprocuraduría se le asignaron también las investigaciones de los asesinatos del cardenal Juan Jesús Posadas Ocampo y el político José Francisco Ruiz Massieu, por lo que una de sus directivas fue encontrar posibles nexos entre los tres crímenes. 
En enero del año siguiente, el caso Colosio dio un vuelco cuando Chapa resucitó la hipótesis de la «acción concertada» por medio de un segundo tirador, quien se habría ubicado al lado izquierdo del candidato y le habría disparado en sedal al abdomen. El subprocurador calificó las teorías del giro de 180 grados y el homicida único como «técnicamente imposibles», y reconoció que la escena del crimen no sólo no fue preservada, sino que se le manipuló al afirmar que la bala hallada en Lomas Taurinas fue «sembrada». El 24 de febrero se detuvo a Othón Cortés Vázquez, uno de los integrantes del Grupo Omega que fungía como chofer en la comitiva de Colosio. También consignó a Fernando de la Sota y a su subalterno Alejandro García Hinojosa, por falsear declaraciones.
La PGR sustentó la acusación contra Cortés Vázquez sobre todo en tres testigos que afirmaron haberlo visto con un arma apuntando al costado izquierdo de Colosio, y uno de ellos incluso lo vio disparar. 
La gestión de Chapa terminó luego de que el 7 de agosto de 1996 el juez de la causa absolviera a Cortés Vázquez al desestimar a los testigos y considerar que el estudio criminalístico del segundo tirador presentado por la subprocuraduría, que además sustentaba la tesis de la bala «sembrada», era inconsistente. Además, por falta de pruebas salieron libres Vicente y Rodolfo Mayoral, así como Tranquilino Sánchez. De esta manera, luego de más de dos años del crimen, las investigaciones regresaron al punto de inicio, con Mario Aburto como único responsable y un cúmulo de dudas que hicieron crecer la sospecha. Pocos días después, Lozano Gracia y Chapa Bezanilla fueron removidos de la PGR. Este último dejó las investigaciones en medio del descrédito, luego de que se supiera que fabricó evidencias, recurrió a una vidente en el caso Ruiz Massieu, y sostuvo la tesis de que el cardenal Posadas Ocampo fue asesinado al ser confundido con el narcotraficante Joaquín Guzmán Loera, alias El Chapo Guzmán; hipótesis que, como la del caso Colosio, muy pocos creen.

### Luis Raúl González Pérez y el punto final
Con la investigación prácticamente sin ningún resultado, el 31 de agosto de 1996, Ernesto Zedillo designó al frente de la Subprocuraduría al abogado y docente Luis Raúl González Pérez, quien como primer punto de su agenda, el 18 de septiembre de ese año, presentó 27 líneas de investigación. Dado el entorno de escepticismo e incredulidad, una de sus consignas fue poner «orden» en las pesquisas, además de esclarecer todas las sospechas —en total, agendó unas 300— hasta agotarlas. «A diferencia de cualquier investigador, de cualquier caso, en cualquier Procuraduría —de gobiernos panistas o perredistas—, ¿investigan las sospechas? ¿Investigan la especulación, lo que la gente pensaba, creía, las versiones que iban surgiendo? Aquí lo hemos hecho».
Luego de indagar en torno a las 27 líneas, al final sólo quedaron las que se referían al móvil por narcotráfico (que decía que Colosio había sido ejecutado a pedido de líderes de cárteles criminales) y por el entorno político, y ambas se desecharon al no hallarse pruebas consistentes. La conclusión legal del caso fue que «Mario Aburto Martínez fue el autor de los dos disparos que recibió Luis Donaldo Colosio Murrieta, el homicidio se perpetró con una sola arma de fuego y la bala encontrada en el lugar de los hechos fue disparada por esa arma». Además, «no existe prueba jurídica que demuestre la coparticipación de personajes políticos y del crimen organizado». Se desestimaron, «por contradictorios e inconsistentes», los testimonios de quienes afirmaron haber visto a Aburto reuniéndose con los integrantes del Grupo Tucán. Se descartó la tesis de la acción concertada porque la evidencia es «equívoca o está desvirtuada», ya que «jurídicamente se trata aquí de una acción de interpretación equívoca o susceptible de tener diversas apreciaciones o significados y no de contenido unívoco o que no deja lugar a dudas».
El subprocurador también le tomó declaración durante 12 horas, el 28 de noviembre de 1996, a Carlos Salinas de Gortari, quien residía entonces en Dublín. Aunque este hecho generó gran expectación en los medios de comunicación mexicanos porque fue la primera vez que un expresidente de la República compareció en un juicio penal, su testimonio no fue relevante para esclarecer el caso.
Así, con un expediente de 68 mil fojas en 174 tomos y mil 993 declaraciones, la actuación legal de González Pérez se limitó a confirmar el alegato y la sentencia de 45 años de prisión contra Aburto como único autor del crimen, y contra las tres personas que acusaron a Othón Cortés, por falsear declaraciones. Con ello, la Subprocuraduría Especial se extinguió en el año 2000, poco antes de la llegada al poder federal del panista Vicente Fox Quesada. 
La última alusión a esta investigación de parte del gobierno mexicano fue en marzo de 2006, cuando el entonces vocero de la Presidencia de la República, Rubén Aguilar Valenzuela, afirmó que para las autoridades el caso Colosio «está jurídicamente cerrado».

## Desclasificación del video del atentado
El 10 de diciembre de 2018, el INAI solicitó a la Procuraduría General de la República hacer público el vídeo del asesinato que estaría clasificado hasta el año 2035. A pesar de que desde hace varios años circula en redes, diferentes portales de internet e inclusive documentales, un vídeo editado que divulga los últimos segundos de Colosio caminando entre la multitud y el posterior ataque que sufrió, el nuevo material sin editar revela desde el momento mismo que Colosio concluye su discurso político y comienza a caminar entre la gente mientras la canción La culebra de la Banda Machos se empieza a reproducir desde las 17:09 (UTC -8) y se extiende por los siguientes 4 minutos.

## Reacciones familiares
Diana Laura Riojas, viuda de Luis Donaldo Colosio, falleció el 18 de noviembre de 1994 en el hospital Médica Sur de la Ciudad de México. Diagnosticada de cáncer en 1990, durante los casi ocho meses que le sobrevivió a su esposo no aceptó la tesis del asesino solitario y expresó estar convencida de que en Lomas Taurinas se había montado un complot. Aunque ella personalmente había sugerido a Miguel Montes para dirigir la Subprocuraduría Especial, conforme el jurista fue virando las investigaciones hacia la tesis del magnicida único, su relación se fue tensando. La viuda decidió nombrar al abogado Juan Velázquez como su representante legal. Finalmente, Montes renunció al caso y el presidente Salinas volvió a presentar una terna a Riojas, de la que finalmente eligió a Olga Islas. En julio de 1994, en una entrevista para el periódico español El País, afirmó: «A casi cuatro meses de distancia y ante el cariz que han tomado los recientes sucesos relacionados con el atentado, considero que será muy difícil saber la verdad en breve sobre la muerte de mi marido».
Durante los siguientes meses, Diana Laura Riojas se dedicó a concretar la creación de la Fundación Colosio, y anunció la creación de una beca en el Instituto Internacional de Análisis y Sistemas Aplicados, en Austria, para estudiantes mexicanos. En julio de ese año realizó un viaje a Europa, en el que visitó al papa Juan Pablo II y a los Reyes de España. Aunque su salud ya estaba quebrantada cuando sucedió el atentado, su estado general se agravó en septiembre de 1994, luego de que organizara una misa en la Basílica de Guadalupe por los seis meses de la muerte de Colosio. Tuvo que ser hospitalizada en Médica Sur, de donde ya no salió con vida. El lunes 14 de noviembre entró en coma. El viernes 18, a las 9:15 horas, falleció. Según los médicos que la atendieron, encabezados por Misael Uribe Esquivel, «los trágicos acontecimientos de marzo por todos conocidos mermaron aún más sus condiciones generales». Fue velada en la agencia Gayosso y sepultada junto a su esposo en Magdalena de Kino.
El padre del candidato muerto, Luis Colosio Fernández, falleció en 2010; en 1994 se desempeñaba como secretario de Fomento Ganadero del gobierno de Sonora. A lo largo de los años, sobre todo en vísperas de cada aniversario del atentado, declaraba a la prensa que no creía en la tesis del asesino solitario, aunque atribuía el magnicidio a un intento por «desestabilizar al país» sin señalar a nadie en específico. El 10 de febrero de 2004, pidió en un discurso que el recuerdo de su hijo fuera «una demanda de justicia... justicia que no ha llegado, y que parece negársele a un hombre que se brindó con generosidad para luchar por un mejor destino para el país... ¿Cuál es la verdad? ¿A quién creer? Cada uno puede tener su conclusión favorita y, en torno de ella, disponer de elementos para respaldarla de acuerdo a alguna fase de investigación de las fiscalías especiales. ¡Por favor! La justicia le ha sido negada a Donaldo. Reclamar justicia no significa demandar un ajuste de cuentas o actos de venganza. De ninguna manera. Al exigir justicia se aspira a escribir la historia con verdad».

## Los implicados

### Mario Aburto
La Subprocuraduría consignó que en 16 ocasiones ante Ministerio Público, Mario Aburto confirmó ser el autor de los disparos a Colosio. Pese a que en numerosas ocasiones ha agregado o suprimido detalles, en general siempre ha sostenido que se trató de un «accidente», ya que su intención no era matar al político, sólo herirlo, para llamar la atención de los medios de comunicación sobre sus ideas «pacifistas».
En su primera declaración ministerial, dada dos horas después del atentado, afirmó haber nacido en una comunidad del municipio de Zamora, Michoacán, el 3 de octubre de 1970, y ser obrero mecánico. Había pasado su juventud recorriendo el país reuniéndose con personas de las más diversas opiniones políticas. Estudió en un seminario pero lo abandonó cuando supo que lo enviarían a Puerto Rico. Aunque a lo largo de sus declaraciones modificó o de plano rechazó algunos datos, siempre ha sostenido que actuó solo, sin ayuda ni por orden de persona alguna. También ha dicho, en entrevistas y declaraciones a lo largo de los años, que él es un «chivo expiatorio» en una pugna política.
Aseguró que el revólver Taurus calibre .38 con el que agredió a Colosio lo compró en la vía pública dos días antes del atentado para defensa propia, ya que trabajaba en el turno nocturno en una zona insegura. Luego lo cambiaron al turno matutino, por lo que decidió venderlo. El 23 de marzo lo llevaba consigo para mostrárselo a sus amigos, por si alguien quería comprarlo. Salió a las 14:30 de su trabajo y se dirigió al centro de la ciudad. Ahí decidió comer unas tortas porque aún era temprano para regresar a su domicilio. Recordó que un guardia de seguridad le había comentado sobre el mitin priista, y se le «antojó» ir porque nunca había estado en uno.
Ya en Lomas Taurinas se acercó al templete. Al terminar, llevado por el tumulto, quedó muy cerca de Colosio. Traía la pistola en la cintura. En ese momento sintió que el arma le «caló»: «Casi me la tiran. El pantalón de mezclilla me quedaba muy apretado. Entonces la saqué para meterla en la bolsa derecha de mi chamarra para que no se cayera y no me siguiera calando. Por los apretones no pude hacerlo. Pensé ponérmela otra vez en la cintura pero por enfrente. No lo logré, había codazos, manotazos y empujones... Tropecé levemente. Logré mantener el equilibrio abriendo los pies. En eso sentí el golpe en la pantorrilla y se me empezó a doblar la pierna. Alcé la mano derecha para buscar apoyarme en alguna persona, sin acordarme de que traía la pistola en la mano, y fue cuando se activó el arma debido a la contracción de mis músculos y nervios debido al dolor tan fuerte».
La misma noche del 23 de marzo, varios agentes judiciales estatales acudieron a la empresa Audiomatic, donde obtuvieron, además del historial laboral de Aburto, una pequeña libreta con direcciones y teléfonos, así como un volante propagandístico de Colosio elaborado por las Brigadas Estudiantiles de Tijuana, en el que creyeron observar un «mensaje en clave». Entregaron todos los documentos a la PGR. 

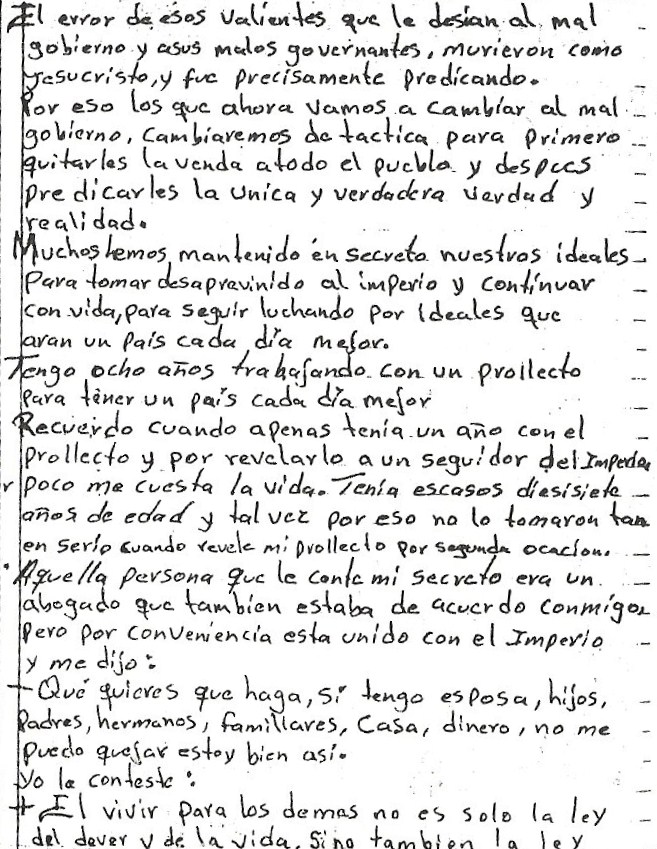
Página del "libro de actas". La Subprocuraduría utilizó esta libreta como evidencia para perfilar a Mario Aburto como un magnicida clásico.

Esa noche, se requisó también un baúl verde que contenía pertenencias y documentos personales de Aburto Martínez, entre ellos una carpeta de contabilidad con pastas grises y franjas guindas (el famoso «libro de actas»). Los policías también obtuvieron un cuaderno de dibujo. Estas libretas se convirtieron en elementos clave para asegurar que Aburto reunía el perfil de un magnicida, lo que terminó por echar abajo la tesis de la acción concertada. Los primeros especialistas que analizaron su personalidad fueron el doctor Carlos Tornero Díaz y la licenciada Martha Graciela Miranda. Para ellos, el agresor de Colosio padece «trastornos delirantes y narcisistas», así como un «delirio crónico sistematizado reivindicativo». Según la «investigación Montes», se trata de un ejemplo del típico magnicida: joven, solitario, sin cómplices ni confidentes, que actúa solo, en público, sin resistirse a la aprehensión y aceptando la responsabilidad. Se le ha caracterizado como mitómano y contradictorio, sin alteraciones en sus funciones mentales, con discernimiento, capacidad de raciocinio, entendimiento y libre albedrío. No detectaron rasgos de personalidad sicótica, por lo que al atentar contra Colosio era capaz de advertir la trascendencia social y moral de sus actos.
El 31 de octubre de 1994, el juez primero de Distrito en el Estado de México, Alejandro Sosa Ortiz, le dictó una sentencia de 42 años de prisión.
La familia de Mario Aburto abandonó México en 1995, luego de haber sido amenazados de muerte, afirmaron. Siempre han sostenido que la persona detenida en Lomas Taurinas no es Mario, pero sí lo es la que está recluida en el penal de Almoloya. La familia, formada por los padres Rubén y María Luisa, y los hijos Rafael, Rubén, José Luis, Elizabeth y Karina, dio una conferencia en California en marzo de 1996, en la que afirmó que Mario no mató a Colosio pero se confesó culpable «porque estaba amenazado de muerte». A la pregunta sobre quién mató al político, María Luisa Martínez responsabilizó al «gobierno de México».
Entrevistado en el año 2001 por el periodista Julio Scherer García, Aburto afirmó recordar poco de lo que pasó el 23 de marzo de 1994. «Se llegan a olvidar muchas cosas y más cuando fueron traumáticas. Simplemente llego a recordar cuando voy en una Suburban y me van diciendo lo que tengo que decir, infinidad de cosas, y cuando me torturan de la PGR y está presente Manlio Fabio Beltrones. Me sacaron a un río que pasa por Tijuana y estuvo el ex gobernador de Sonora... Tomando en cuenta mi situación, mi estatus social, y porque al antiguo régimen le conviene que yo esté aquí, porque van a seguir mintiéndole a la sociedad y van a seguir viéndome como ellos quieren que me vean, yo creo que es imposible, imposible que pueda salir libre».

### El cuerpo de seguridad
Durante los primeros meses del caso, fuentes cercanas a las investigaciones e incluso colaboradores de la campaña atribuyeron al propio Colosio la responsabilidad de su asesinato, al llevar una escolta deficiente por su deseo de ser un candidato «cercano a la gente», con mayor contacto personal con los electores. Liébano Sáenz declaró que «él (Colosio) no quería tener un gran equipo de seguridad. Pedía dos o tres gatos, nada más. Le molestaba mucho que lo agobiaran los guardaespaldas». Lo anterior no es exacto: en el mitin de Lomas Taurinas estuvieron presentes 66 elementos de seguridad divididos en tres grupos: 31 de la Comisión de Orden y Seguridad del Comité Municipal del PRI de Tijuana, identificados bajo el nombre no oficial de Grupo Tucán, coordinados por Rodolfo Rivapalacio Tinajero; 17 del grupo Orden, Vallas y Porras (más conocido como Grupo Omega), a cargo de Fernando de la Sota Rodalléguez, y la escolta personal bajo el mando de Domiro García Reyes, integrada por 14 miembros del Estado Mayor Presidencial, tres policías federales de Caminos con licencia y un civil. A estos últimos se les señaló por haber «descobijado» los flancos del candidato para que Aburto pudiera llegar hasta él. La Subprocuraduría afirmó que «la seguridad que se brindó en Lomas Taurinas fue similar a los otros eventos en que participó el licenciado Colosio, acorde con las instrucciones del candidato, quien deseaba un contacto directo con sus seguidores, lo que necesariamente implicó que se relajaran las normas relativas a su seguridad, y por ello también se separó, desde el arranque de la campaña, la logística de la seguridad».
Domiro García ReyesEntonces General Brigadier, Diplomado de Estado Mayor, fue nombrado coordinador de seguridad de Colosio el 28 de noviembre de 1993. Hombre cercano a Arturo Cardona, jefe del EMP de Carlos Salinas. Fue señalado, junto con el mayor Eustolio Morán, de ser partícipe en el supuesto complot por vía de la inacción. La Subprocuraduría calificó las acusaciones como inconsistentes. «No existiendo algún dato o indicio de que esa inacción de Domiro fuera deliberada, solo cabría ponderar la justificación o injustificación de los argumentos del general Domiro». Sobre las pifias en el protocolo de parte de los elementos del EMP, se afirma que «ha quedado aclarado que hubo circunstancias de sorpresa, de falta de coordinación y prevención, confusión y desorden, y no se percibe que hubiera un esquema preparado para una contingencia de la magnitud del atentado del candidato».
Federico Reynaldos del PozoEntonces Coronel, Diplomado de Estado Mayor. Caminaba frente a Colosio al momento de los disparos. Acusó a Rodolfo Mayoral de haberlo obstruido.

### Los acusados
Entre 1994 y 2000, varias personas fueron detenidas y procesadas luego de que la PGR los acusara de participar en el asesinato. Todos fueron liberados por falta de pruebas y en todo momento negaron sostener nexo alguno con el autor material.
En primer lugar están quienes se agrupaban bajo el apelativo no oficial de Grupo Tucán. La mayoría de ellos tenían en común pertenecer o haber pertenecido a corporaciones policiacas o militares, y por tanto estar capacitados en el uso de armas. Todos eran priistas. En una de las líneas de investigación que fueron descartadas, se dijo que estaban resentidos con Colosio porque, siendo él presidente nacional del PRI en 1989, le «entregó» la gubernatura de Baja California al panista Ernesto Ruffo.
En el curso de las investigaciones, dos equipos de expertos analizaron los videos del atentado y llegaron a conclusiones distintas: un grupo español no encontró nada extraño en la actitud de los integrantes del Tucán, mientras que otro afirmó que los acusados se «comunicaban» antes de la agresión a Colosio.
Tranquilino Sánchez VenegasEn principio la PGR lo acusó de interponerse entre Colosio y Domiro García Reyes para abrirle paso a Aburto, al alzar y abrir los brazos en el momento en que caminaba detrás del candidato. En el video más conocido aparece con gorra y chamarra negras. Fue liberado cuando se dio por válida la versión de que con ese movimiento, Tranquilino buscó formar una valla y hacerle un lugar al candidato para que saliera del parque en Lomas Taurinas. Sobre él, en su primera declaración García Reyes afirmó: «Me interfirió de manera brusca y agresiva». Fue liberado el 14 de abril de 1995.
José Rodolfo Rivapalacio TinajeroCoordinador del Grupo Tucán en el mitin de Lomas Taurinas, contrató a quienes formarían las vallas, hizo las listas y dirigió los recorridos. Excomandante y exjefe del grupo de aprehensiones de la Policía Judicial estatal, y ex subdirector de la policía municipal de Tijuana. Estuvo ligado con los cuerpos de inteligencia política estatal durante los años 60. En 1990 la Comisión Nacional de los Derechos Humanos emitió una recomendación en la cual se le acusó de estar involucrado en el maltrato de detenidos. Fue cesado después de Lomas Taurinas, e investigado porque en los días inmediatos posteriores a la muerte de Colosio, cambió un cheque por 50 millones de pesos en un banco de las Playas de Tijuana. Por falta de pruebas fue liberado el 10 de abril de 1994.
Vicente Mayoral ValenzuelaPolicía retirado, «con una impresionante cadena de brillantes investigaciones que le valieron el reconocimiento de las autoridades norteamericanas… autodidacto experto en criminalística», miembro del servicio secreto de la policía municipal y exjefe del grupo de homicidios, se le acusó de ser copartícipe del crimen. Fue el primero en detener a Aburto, pero luego fue detenido cuando éste lo señaló. Fue liberado al día siguiente y reaprehendido el 30 de marzo. Fue liberado 7 de julio de 1995. Falleció el 10 de enero de 2012 de un infarto por complicaciones de diabetes.
Rodolfo Mayoral EsquerHijo del anterior, técnico en computación, exguardia en un supermercado y luego en una empresa de traslado de valores, fue señalado como quien bloqueó al coronel Federico Reynaldos. Fue exonerado el 7 de julio de 1995.
Los integrantes del Grupo Orden, Vallas y Porras o Grupo Omega, también en su mayoría eran expolicías y formaban el segundo círculo de protección a Colosio.
Fernando de la Sota RodalléguezExagente judicial de la Ciudad de México y Federal, exintegrante de la desaparecida Dirección Federal de Seguridad. Por invitación de Domiro García, formó y encabezó el Grupo Omega con alrededor de 160 personas, cuya función era facilitar accesos y formar vallas con los simpatizantes priistas. Veintisiete de sus subordinados fueron a Tijuana: 17 a Lomas Taurinas y 10 al Club Campestre. Fue detenido por falsear declaraciones. Pese a ello, salió libre bajo fianza en marzo de 1995, y fue absuelto en agosto de 1996.
Héctor Javier Hernández ThomassinyEn principio se le identificó como El Lentes; se le consideró sospechoso porque en el video se le visualiza supuestamente agachándose al momento del disparo, sin que se justificara su cercanía con Colosio. Incluso se le señaló como el autor del segundo disparo. La Subprocuraduría acreditó que era el primer evento en el que participaba. No se encontró nexo entre él y Mario Aburto.
Alejandro García HinojosaSubordinado de De la Sota, también fue acusado de falsear su testimonio. Salió libre con fianza.
Mario Alberto Carrillo CuevasIdentificado como El Clavadista, era un colaborador de la Secretaría de Acción Electoral del PRI en Tijuana, sin tarea específica en Lomas Taurinas. Miguel Montes lo acusó de obstruir el paso de Colosio tirándose frente a él, lo que le permitió a Aburto disparar. No se logró probar su participación y se le desvinculó del crimen.
Othón Cortés VázquezFue señalado por Pablo Chapa Bezanilla de ser el segundo tirador en Lomas Taurinas. Tras permanecer más de un año en el penal de máxima seguridad de Almoloya de Juárez, luego de que la Subprocuraduría pidiera una condena de 50 años de prisión, fue absuelto y liberado el 8 de agosto de 1996. Investigaciones posteriores revelaron que quienes lo acusaron (Jorge Amaral Muñoz, Jorge Romero Romero y María Belem Mackliz Romero) falsearon su testimonio, por lo que se ejerció acción penal contra ellos. Aparecieron versiones periodísticas de que, en realidad, si hubo un segundo tirador, éste fue Romero Romero, quien en el video aparece vestido de blanco, sombrero del mismo color y lentes oscuros, acercándose a Colosio desde el lado izquierdo. Cortés Vázquez siempre negó conocer a Aburto o a cualquiera de los implicados en el caso, aunque después se comprobó que Domiro García Reyes lo contrató y era quien le daba órdenes. Incluso, en la prensa se publicaron fotografías de Othón Cortés conduciendo el vehículo en el que viajaba García Reyes la tarde del 23 de marzo de 1994. El militar ha negado cualquier relación.
Jorge Antonio Sánchez OrtegaUn argumento a favor de la teoría del complot fue la detención, momentos después del atentado, de Jorge Antonio Sánchez Ortega, agente del Centro de Investigación y Seguridad Nacional, al ser visto por policías municipales portando una chamarra blanca manchada de sangre. Fue trasladado a las instalaciones de la PGR en Tijuana, donde se le practicó la prueba de rodizonato de sodio o prueba de Harrison Gilroy, para indagar si había disparado un arma de fuego en horas recientes, la cual resultó positiva. Pese a ello, fue dejado en libertad casi de inmediato. Meses después, durante la gestión de Olga Islas, se determinó que la sangre en la chamarra era de Colosio. Sin embargo, estos indicios no fueron suficientes para establecer que Sánchez Ortega se encontrara cerca del candidato cuando éste fue agredido. La mancha de sangre, adujo el agente del CISEN, probablemente se produjo durante el traslado del candidato de la camioneta Blazer a la ambulancia. «La prueba de rodizonato en sí misma no acredita su vinculación con el homicidio, ya que además de la negativa de Sánchez Ortega, existe la posibilidad técnica de que el resultado haya sido un falso positivo». En sus declaraciones, el agente de Gobernación sostuvo que se encontraba a 200 metros del candidato, y explicaba el resultado de la prueba porque ese día había encendido fósforos y cargado gasolina a su auto, lo que explicaría los rastros de plomo y bario en sus manos. Un elemento más para la sospecha es el gran parecido físico entre Aburto y Sánchez Ortega. María Luis Martínez contó en 1995 la noche del 23 de marzo de 1994 acudió a la delegación de la PGR en Tijuana, donde confundió a su hijo con el agente del CISEN, quien también estaba detenido. «Se parecía mucho a m'ijo, yo pensé que era él. Hasta que levantó la cara supe que no era Mario». Se le identifica como uno de los «Aburtos» en Lomas Taurinas.

## Elementos para una conspiración

### Muertes «colaterales»
En los meses siguientes al atentado, murieron en circunstancias violentas algunos policías que tuvieron que ver de alguna manera con el caso. La principal entre ellas fue la de José Federico Benítez López, director de Seguridad Pública en Tijuana, quien se sabe realizaba una investigación paralela sobre el magnicidio. El 28 de abril de 1994 fue acribillado a bordo de su camioneta cuando se dirigía al aeropuerto de Tijuana, a partir de una llamada anónima que advirtió sobre una bomba. Se sabe que al momento de su asesinato, indagaba una pista hallada en el baúl de Aburto, que demostraría que el complot habría estado en marcha al menos 48 horas antes del mitin. De este crimen se acusó al comandante de la Policía Judicial Federal Rodolfo García Gaxiola, alias El Chipilón.
El 17 de abril de 1996, fue ejecutado de un tiro en la cabeza Arturo Ochoa Palacio, delegado de la PGR en Baja California en marzo de 1994, mientras hacía ejercicio en una pista atlética en Tijuana. Este funcionario fue quien ordenó filmar el video más conocido del crimen, y una hora después del asesinato pidió 20 copias de la cinta, la primera de las cuales se entregó a su jefe, Diego Valadés. Luego avaló que otra copia se le mostrara a Aburto durante el primer interrogatorio en la PGR, frente a Raúl Loza, antes de que se le tomara su primera declaración.

### El asesino «prestado» y el sexto pasajero
Entre las irregularidades en el caso, aparece el «préstamo» de Mario Aburto para ser interrogado afuera de las oficinas de la PGR la madrugada del 24 de marzo de 1994 durante un lapso de dos horas, entre que concluyó su declaración ministerial y su traslado a la Ciudad de México. Según Aburto, con los ojos vendados, pies y manos atados, y envuelto en un colchón, lo llevaron a un sitio junto al mar; lo supo porque escuchó el sonido de olas. Ahí lo presionaron con torturar a su madre, y le dijeron que matarían a toda su familia si no decía lo que ellos querían. Según versiones periodísticas, el «préstamo» existió y se le atribuyó a Manlio Fabio Beltrones, quien adujo ser «representante presidencial y cercano con Luis Donaldo Colosio para interrogar al homicida». La operación habría sido realizada por Jaime López Ferreiro, entonces director de Seguridad Pública de Sonora, con apoyo del director de la Policía Judicial Federal, Adrián Carrera Fuentes. Beltrones siempre ha negado esta versión.
También fue de dominio público que durante el vuelo que trajo a Mario Aburto de Tijuana a la Ciudad de México, la mañana del 24 de marzo de 1994, hubo un «sexto pasajero» en el avión de la PGR. cuya identidad nunca se dilucidó pero se especula que se trató de un enviado de Salinas para supervisar el «complot» contra Colosio. Esta teoría fue descalificada por la subprocuraduría, aduciendo falta de evidencias.

### Un homicida «múltiple»
Una de las hipótesis más conocidas para sostener la idea del complot es la supuesta existencia de al menos tres «Aburtos»: varias personas con gran parecido físico habrían coincidido en el mitin de Lomas Taurinas: una disparó, otra fue detenida y una más fue presentada ante la prensa en el penal de Almoloya. Esto fue alentado por diferencias superficiales detectadas en las fotografías, por omisiones y falta de cuidado en la primera etapa de la investigación, así como por varios documentos oficiales en los que quedaron asentadas distintas estaturas del mismo individuo.
El primer «Aburto» sería el que disparó contra la cabeza de Colosio. La mano que empuña el arma es derecha y muestra un extensible negro en la muñeca, sin anillos en los dedos. En versiones periodísticas se le identificó con el hombre joven que fue hallado muerto la misma noche del 23 de marzo de 1994 en un taller mecánico de Tijuana. Una de las fotos del cadáver, quien en vida se llamó Ernesto Rubio Mendoza, fue comparada con otra del tirador en el mitin de Lomas Taurinas, y resultaron casi idénticos. Este hombre aparece en el video con el cabello rizado y frente despejada. La Subprocuraduría desestimó esa pista. El segundo «Aburto» correspondería a la persona detenida por los integrantes del Estado Mayor. En los videos y fotografías posteriores al crimen aparece como un joven de complexión delgada, cabeza ovalada, cabello hirsuto, bigote ralo y un lunar en la mejilla izquierda. Además lleva un reloj plateado con extensible metálico en la mano izquierda, y un anillo en el dedo anular, mientras que en la mano derecha no lleva nada. Sería quien fue trasladado a la delegación de la PGR e interrogado en primera instancia. El tercer «Aburto» correspondería al joven presentado detrás de un cristal blindado en el penal de Almoloya, con complexión robusta, cuello grueso (se le llamó la pista del «cuello de toro»), cabeza cuadrada, cabello lacio y sin el lunar en la mejilla. También se criticó que se le cortara el cabello y se le afeitara el bigote, a lo que la Subsecretaría del Sistema Penitenciario Federal, entonces dependiente de Gobernación, respondió que así lo estipulaban las normas internas del Cefereso. En todo caso, esta norma "rigurosa" no se observó con los Mayoral ni con Tranquilino Sánchez, quienes fueron retratados en su ficha penal tal y como llegaron.
A todo ello se debe agregar la presencia de Jorge Antonio Sánchez Ortega, cuyos rasgos físicos son parecidos a los de los «Aburtos», además de su ropa manchada de sangre de Colosio y el resultado positivo en la prueba de Harrison.
En diversos documentos oficiales la PGR atribuyó distintos rasgos al mismo individuo. En su boletín 119, del 24 de marzo de 1994, para dar parte del traslado a la Ciudad de México, estableció la estatura del detenido en 1.60 metros, con cabello rizado. Luego, en un dictamen de identificación fisonómica del 30 de marzo del mismo año, el perito Ismael Hernández Montero reconoció que la persona detenida en Tijuana tenía el pelo ondulado, mientras que el que está en Almoloya lo tiene lacio, pero lo explica diciendo que «el pelo de la cabeza es lacio con muy ligeras ondulaciones que, al crecer, se acentúan más». Después, en el oficio SC/086/94, del 12 de septiembre, se fija la estatura en 1.80 con pelo lacio, mientras que en el oficio SDC/038/94, del 13 de octubre, se le ponen 1.70 y cabello lacio.
También se publicaron dos fotografías en las que, según la regleta que se usa para medir la estatura de los detenidos, había diez centímetros de diferencia entre ellas. La autoridad explicó que estas mediciones no fueron precisas porque su fin era sólo identificar al individuo, no medirlo, lo cual corresponde a un examen sicofísico. Se dio una confusión porque los agentes encargados de las fotografías tomaron el dato de estatura que les pareció más adecuado, "según su particular apreciación". Se fijó la estatura real de Mario Aburto en 1.67 metros. Además, se consignó que "producto de la incorrecta colocación de la regleta, la cual es móvil y tiene cierto margen de error porque empieza a registrar la escala de medición a partir de 120 centímetros. Asimismo, en dicha regleta no se especifican medidas centímetro a centímetro, y ello propicia confusión al tratar de obtener una lectura exacta".
La Subprocuraduría, bajo la gestión de Luis Raúl González Pérez, realizó estudios antropométricos como sobreposición fotográfica cara a cara, análisis de características y somatometría (que mide distancias y proporciones) faciales, de dactiloscopía y foniatría, con lo que se estableció de manera definitiva la identidad del homicida de Colosio, concluyendo que fue la misma persona la que disparó y fue detenida en Lomas Taurinas, para luego ser llevada a la delegación de la PGR y después al penal de Almoloya. Además, 58 personas vinculadas a Aburto en los ámbitos familiar, escolar, laboral, sentimental y amistoso lo identificaron plenamente. Sobre la versión de que su madre no lo reconoció, la PGR consiguió la declaración de seis testigos que dicen que María Luis Martínez le recriminó su conducta y le preguntó por qué lo había hecho, pero lo identificó plenamente en todo momento. También confirmaron ministerialmente que el Aburto de Tijuana era el mismo de Almoloya el periodista Jesús Blancornelas, el entonces titular estatal de Derechos Humanos José Luis Pérez Canchola y la religiosa Mary Antonia Brenner. Sobre el lunar, la PGR estableció que se trató de una mancha de sangre.

### Las dos armas y la bala "sembrada"
También hubo sospecha porque las autoridades presuntamente aseguraron dos armas en Lomas Taurinas, lo que demostraría la existencia de dos tiradores. Por un lado, se afirmó que el revólver Taurus 38 fue custodiado por elementos del EMP apenas se lo quitaron a Mario Aburto, mientras que en otro testimonio aseguró que quedó abandonada en Lomas Taurinas hasta que uno de los escoltas volvió para recogerlo. Así, el primer testimonio correspondería al arma del disparo en la cabeza, mientras que el segundo a la de la herida en el abdomen.
También existió otra versión, mencionada por José Luis Pérez Canchola, quien dijo que poco después de que Aburto llegase a las oficinas de la PGR, se le mostró el arma y él la reconoció como suya. También surgió la sospecha porque el 24 de marzo de 1994 la cardióloga Patricia Aubanel Riedel declaró, en una entrevista radiofónica, que el impacto en la cabeza de Colosio había sido por una bala calibre 38, mientras que la del abdomen fue calibre 22. Días después, ya ante la PGR, matizó sus declaraciones diciendo que fue en el quirófano donde se comentaron los distintos calibres, y que ella no era experta forense ni criminalista.
La presunción de dos armas se debió, a decir del fiscal González Pérez, a un parte policiaco erróneo de la policía de Tijuana y la mala práctica del Ministerio Público. La Subprocuraduría dio por buena la primera versión: inmediatamente después del atentado un integrante del Grupo Omega, Rafael López Merino, vio caer el arma, la recogió y entregó al teniente Roberto Merín Sandoval, uno de los escoltas, quien se la fajó en la cintura. Durante el traslado de Colosio se le cayó la pistola al piso de la ambulancia, por lo que ya en el hospital le pidió al teniente Martín Salinas que la buscara, lo cual hizo y se la entregó. Merín guardó la pistola en un portafolios azul, que conservó mientras hizo guardia afuera del quirófano donde operaban a Colosio. Después informó a Domiro García, quien ordenó que llevaran el arma a la PGR. Ahí la recibió, hacia las 10 de la noche, Raúl Loza Parra. 
Además, aproximadamente una hora después del atentado, volvieron a Lomas Taurinas el agente de la policía municipal Rigoberto Flores y Alejandro García Hinojosa en busca de evidencias. Al llegar, varias personas formaban un círculo en torno al charco de sangre dejado por Colosio. Ahí encontraron una bala percutida. La recogieron y la pusieron en una bolsa de plástico, para luego volver a la PGR y entregársela a Fernando de la Sota. Surgió la versión de que esa bala había sido colocada a propósito porque, según un reporte emitido por el agente del Ministerio Público Federal, Aly Reibel, personal de la PGR llegó al lugar del crimen quince minutos después del atentado, y no consignaron haber visto la ojiva.
Para enredar más esta versión, vecinos de Lomas Taurinas afirmaron que algunos asistentes al mitin formaron espontáneamente un cordón de seguridad en torno a la mancha de sangre, indignados porque ninguna autoridad se presentaba en el sitio. Finalmente, hacia las seis de la tarde, seis agentes judiciales de Baja California llegaron y se llevaron la bala. Ya entrada la noche, llegaron dos personas de la PGR que acordonaron con cintas amarillas la zona. Las tres versiones se contradicen.

### Salinas y Córdoba
Semanas antes del atentado, entre la prensa cobró fuerza la versión de que, a través de Córdoba, Carlos Salinas le había pedido a Colosio que renunciara a la candidatura priista, a lo que el sonorense respondió que lo haría, pero después del 21 de agosto, fecha de las elecciones. Incluso trascendió, sin confirmación alguna, que días antes de Lomas Taurinas, Colosio recibió una llamada telefónica en la que se le pidió por última vez hacerse un lado. En ese relato incluso se menciona que el político interrumpió un baño de ducha para tomar la llamada, por lo que habló en el teléfono escurriendo agua y sujetando una toalla. En tono airado, respondió que no iba a renunciar y colgó de manera violenta. Se especula que quien habló del otro lado de la línea no era otro que Córdoba Montoya.
Aunque al paso de los años el expresidente y su "superasesor" han negado categóricamente haber tenido relación con la autoría intelectual, muchos mexicanos opinan lo contrario. La idea que parece tener mayor crédito es que Colosio fue víctima de un crimen de Estado ordenado por Salinas de Gortari a través de su poderoso jefe de asesores, luego de que Colosio dejara en claro su distanciamiento político.
Salinas ha declarado en varias ocasiones que desde el principio de su sexenio había decidido que Colosio sería su sucesor, por lo que nunca contempló a otros aspirantes; así, desde finales de la década de los 80 fue "preparándolo", convirtiéndolo sucesivamente en diputado, senador, coordinador de su propia campaña, líder nacional del PRI, secretario de Desarrollo Social y finalmente candidato presidencial. Sin embargo, durante los primeros meses de 1994 hubo un rompimiento entre ambos cuyo clímax fue el discurso del 6 de marzo. Existen datos, no confirmados pero tampoco desmentidos, de que en vistas de hacerse del control y relanzar su campaña a la Presidencia, Colosio iba a destituir a Ernesto Zedillo; preparaba un golpe de timón al modelo salinista, sobre todo en el ámbito político, que incluía acercamientos con Cuauhtémoc Cárdenas —es público el desprecio de Salinas hacia los perredistas, expresado en la frase "Ni los veo ni los oigo"—, con viejos sectores del PRI y finalmente con Manuel Camacho. El expresidente afirma que "jamás le sugerí a Luis Donaldo que se retirara de la contienda electoral, ni le manifesté en ningún momento que yo tuviera dudas sobre su candidatura. Luis Donaldo nunca me hizo saber que alguien se lo hubiera propuesto o sugerido".
También son de dominio público las fricciones con el jefe de la Oficina de la Presidencia, José María Córdoba, para quien Pedro Aspe fue siempre su "candidato" en la sucesión de 1993. Nominado Colosio, para no quedar fuera del primer círculo del poder, maniobró a favor de Zedillo, primero para colocarlo como coordinador de campaña y más tarde como candidato sustituto. Hay dos datos significativos. El primero lo recoge Jorge G. Castañeda de labios de Manlio Fabio Beltrones, quien afirmó que en una cena con Colosio, en septiembre de 1993, le había jurado: "Si yo llego (a la Presidencia) Córdoba no sólo no va a tener lugar en mi gobierno, sino tampoco en el país". También es pertinente recordar que pocos días después del magnicidio, sin explicación alguna Salinas lo removió de manera fulminante de la jefatura de sus gabinete y lo envió al extranjero, como representante de México ante el Banco Interamericano de Desarrollo.
Córdoba ha negado su participación en el magnicidio, así como también que mantuviera una relación estrecha con Salinas. Incluso a mediados de 1997 presentó una denuncia por daño moral ante un juzgado civil en contra de Cuauhtémoc Cárdenas, entonces candidato a Jefe de Gobierno del Distrito Federal, y los diputados perredistas Ramón Sosamontes y Jesús Zambrano, por haber afirmado ante la prensa que estaba involucrado en el crimen de Lomas Taurinas. Esas declaraciones, subrayó el exasesor en la demanda, provocaron su despido del BID y la imposibilidad de conseguir empleo en México.
En todo caso, Salinas y Córdoba sostienen cada vez que tienen oportunidad que Colosio fue el responsable de su propia ruina, al consentir que sus dos principales rivales, Manuel Camacho y Ernesto Zedillo, ocuparan posiciones clave en las que podrían opacarlo u obstaculizarlo si se lo proponían. En esa certidumbre acerca de la torpeza (o debilidad) política de Colosio sustentan el expresidente y su superasesor su coartada de inocencia.
Según Porfirio Muñoz Ledo, Luis Donaldo recibió llamadas de Raúl Salinas de Gortari para que se entrevistara con capos del narcotráfico, a lo que Colosio se negó. Mientras que José María Córdoba Montoya le hizo llegar un discurso de campaña muy elogioso respecto a Salinas, que el candidato Colosio no quiso aceptar. El distanciamiento de Colosio respecto a Salinas siempre fue un tema percibido en la campaña colosista, a tal punto que el padre del candidato dijo: 

"Dicen que los ambientes de campaña no matan, que un contexto no asesina. Eso es cierto en el sentido literal, porque finalmente los asesinatos los cometen las personas... Pero ni duda cabe que Donaldo fue ultimado en un clima profundo de deterioro de sus relaciones con el presidente Salinas... ¿Cómo olvidar esa carta donde Zedillo reportaba que en torno del presidente Salinas existía una influencia muy tenaz para desacreditar la capacidad de Colosio y, a manera de solución, recomendaba un pacto político con el entonces presidente de la República?".

### "Manuel ya no tiene remedio"
Para la tercera semana de marzo de 1994, Colosio y Camacho habían logrado un acuerdo que pareció poner fin a sus pugnas, las cuales Salinas y sobre todo Córdoba se habían afanado en magnificar. El candidato presidencial y el comisionado para la paz se encontraron la noche del 16 de marzo, una semana exacta antes de Lomas Taurinas, en la casa de Luis Martínez Fernández del Campo, entonces delegado en Azcapotzalco y amigo personal de ambos. Circulan dos versiones de lo que sucedió esa noche. La primera, filtrada por personas allegadas a Camacho, es que zanjaron todas sus diferencias y pactaron que el ex regente renunciaría públicamente a sus aspiraciones por la candidatura. La segunda, revelada por personas cercanas al colosismo, es que el encuentro fue ríspido y que el candidato salió enfadado, diciendo "Manuel ya no tiene remedio". Los hechos posteriores parecen confirmar la primera versión: la tarde del 22 de marzo, en conferencia de prensa, Camacho declaró: "Entre buscar una candidatura a la Presidencia de la República y la contribución que pueda hacer el proceso de paz en Chiapas, escojo la paz". Colosio, quien se encontraba ese día en Culiacán, Sinaloa, celebró la decisión de Camacho y afirmó que era el mejor hombre para lograr la pacificación en Chiapas. Son numerosos los testimonios acerca de que a partir de ese momento el ambiente entre su equipo se distendió, y que justo cuando le llegó la muerte su campaña empezaba a despuntar.

### Un video más
En 2004, el académico de la Universidad de Guadalajara Javier Hurtado presentó un video, hasta entonces inédito, en el que afirmó se observa y se escucha que Colosio recibió el segundo disparo a bordo de la camioneta Blazer en la que lo sacaron de Lomas Taurinas, y no inmediatamente después de que recibiese el tiro en la cabeza. En dicho video, difundido por el Canal 4 de Guadalajara, se observa por una fracción de segundo, en medio de los guardaespaldas que suben al candidato herido al vehículo, un golpe de luz que correspondería al disparo en el abdomen. Hurtado afirmó que el video se lo proporcionó "un amigo que trabajaba en aquel entonces en una televisora local… yo lo tuve dos o tres días después del asesinato. Fue mi hijo quien después de verlo mucho tiempo en repetidas ocasiones como al año y medio o dos años me dijo lo que contenía el video, lo que se había descubierto, porque hay que verlo con mucho detenimiento". La PGR no emitió declaración alguna y mantiene el caso como resuelto, además de que en las fotografías en las que el candidato yace tendido sobre el piso en el lugar donde recibió el disparo en la cabeza, se puede apreciar la herida en el abdomen, por lo que la hipótesis del disparo a bordo de la camioneta no tiene sustento.

### Película en 2012
En los primeros días de junio de 2012 se estrenó la película Colosio, el asesinato, cuya trama gira en torno a la hipótesis de que el magnicidio fue un crimen de Estado, y rechaza la idea de Mario Aburto como "asesino solitario". Dirigida por Carlos Bolado, la cinta incluye en su reparto a Enoc Leaño, Odiseo Bichir, José María Yazpik, Kate del Castillo, Daniel Giménez Cacho, Moisés Arizmendi, Ximena González-Rubio y Harold Torres.